# Marius-Felix Bulearcă

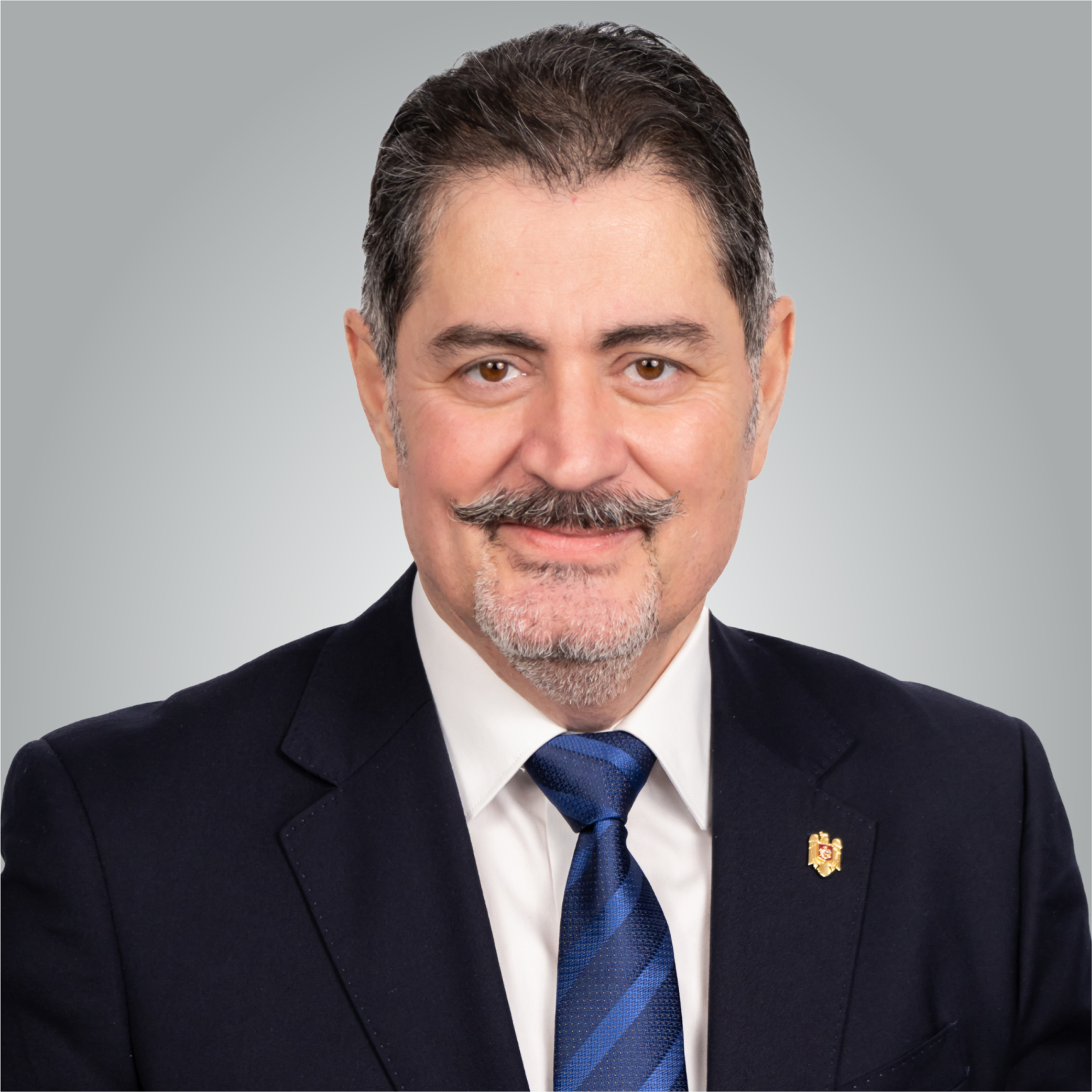

Marius-Felix Bulearcă (n.  ?) este un deputat român, ales în 2024 din partea USR. 